# Велика таємниця (роман)
«Велика таємниця» (фр. Le Grand Secret) — науково-фантастичний роман Рене Баржавеля, опублікований у 1973 році.

## Сюжет
«Велика таємниця» — альтернативно-історичний роман, події якого розгортаються у 1950-1970-х роках; у ньому згадуються реальні події й беруть участь історичні особи. Місце дії — один з островів Алеутського архіпелагу.
У першій частині твору зображене кохання Жанни до Ролана. Одного дня він таємниче зникає, не залишивши ніяких слідів. Жанна, вирішивши провести власне розслідування і знайти його, починає підозрювати про якусь таємницю, старанно приховувану від непосвячених вузьким колом осіб.
У другій частині книги один з науковців випадково відкриває вірус, що прирікає зараженого ним на вічне життя. Вірус заразний. Усвідомивши небезпеку для людства у разі поширення вірусу по планеті, найбільш впливові уряди Землі створюють острів, щоб зібрати там заражених…

## Структура твору
Роман «Велика таємниця» складається з трьох чітко розділених частин.
- Перша частина є ввідною, у ній описується безумне кохання, що прив'язує Жанну до Ролана, видно, як розвивається інтрига навколо таємниці, показано всі етапи цього розвитку, урядові переговори, ігри розвідників і дипломатів.
- Друга частина занурює нас у глибину розслідування, яке веде Жанна, щоб відшукати Ролана. У міру того як воно просувається, стає дедалі очевидним існування великої таємниці, всеможливих угод між великими світу сього. Наприкінці цієї частини розкривається і сама суть Великої Таємниці: відкриття одним індійським науковцем вірусу, що робить заражених безсмертними, і карантинні заходи, вжиті для запобігання його поширенню. За допомогою своєї інтриги автор дає фантастичне пояснення таких реальних подій, як:
  - деякі заяви генерала Шарля де Голля
  - убивство Джона Кеннеді
  - період «Розрядки»
  - Візит Ніксона в Китай
- Третя, найдовша частина, описує життя на острові, який ізольований від навколишнього світу, але регулярно отримує від нього допомогу. Там розповідається про суспільну систему острова, дані кілька описів довкілля, механізми, що дозволяють острову зберегти своє існування у таємниці і уникнути перенаселення, отже, описане виживання його жителів. Розв'язка наступає, коли починається заколот дітей і руйнування острова Властями, що вирішили таким чином уникнути поширення «поганого» по всій планеті. Твір закінчується картиною кількох вижилих на утлому ялику, доля яких далі нікому не відома.

## Екранізація
У 1988 році роман був екранізований: вийшов міні-серіал «Велика таємниця». Автор сценарію Андре Каятт, режисер Жак Требута, у головних ролях Клод Ріш, Луїза Марло, Петер Заттманн, Фернандо Рей і Клод Жад.